# Майкапар, Георгий Ильич
Гео́ргий Ильи́ч Майкапа́р (4 января 1915, Киев — 30 марта 2004, Жуковский, Московская область) — советский и российский учёный в области аэродинамики.

## Биография

### Ранние годы
Отец возглавлял строительную организацию. Мать, выпускница Киевской консерватории по классу фортепиано, работала аккомпаниатором. По окончании школы-семилетки поступил в строительный техникум. Позднее окончил Киевский авиационный институт.

### Научная деятельность
С 1938 года работал в НИИ ГВФ в Тушино, с 1940 года и до последних дней жизни — сотрудник ЦАГИ. Сначала занимался теоретическими и экспериментальными исследованиями аэродинамики воздушных винтов. Участвовал в разработке турбореактивных двигателей.
Руководил исследованиями аэродинамического нагрева летательных аппаратов. Инициатор создания новых экспериментальных установок, разработки численных методов исследования.
Кандидат технических наук (1942), доктор технических наук (1952).
Участник разработки советских гиперзвуковых летательных аппаратов. Один из создателей орбитального аппарата «Буран». Преподавал в МАИ.

### Семья
Жена — Вера Всеволодовна Келдыш (1919—2005) была сестрой М. В. Келдыша. Дочь — Марианна Георгиевна Майкапар, архитектор.

## Награды
Дважды лауреат премий им. Н. Е. Жуковского (1971, 1976).

## Память
Памяти Майкапара посвящена изданная в 2018 году монография его учеников и последователей
Экстремальный нагрев тел в гиперзвуковом потоке : газодинамические явления и их характеристики. Эта работа удостоена премии имени Н. Е. Жуковского в 2019 году.